# Hjortronskär (Kumlinge, Åland)
Hjortronskär är en ö i Åland (Finland). Den ligger i Skärgårdshavet och i kommunen Kumlinge i landskapet Åland, i den sydvästra delen av landet. Ön ligger omkring 63 kilometer nordöst om Mariehamn och omkring 220 kilometer väster om Helsingfors.
Öns area är 12,8 hektar och dess största längd är 0,8 kilometer i nord-sydlig riktning. Ön höjer sig omkring 10 meter över havsytan.